# Liste der Stolpersteine in Twenterand
Die Liste der Stolpersteine in Twenterand umfasst die Stolpersteine, die vom deutschen Künstler Gunter Demnig in Twenterand verlegt wurden, einer Gemeinde in der niederländischen Provinz Overijssel. Stolpersteine sind Opfern des Nationalsozialismus gewidmet, all jenen, die vom NS-Regime drangsaliert, deportiert, ermordet, in die Emigration oder in den Suizid getrieben wurden. Demnig verlegt für jedes Opfer einen eigenen Stein, im Regelfall vor dem letzten selbst gewählten Wohnsitz.

## Verlegte Stolpersteine

### Den Ham
Im Den Ham, einem Bauerndorf aus dem Mittelalter, wurden fünf Stolpersteine an einer Adresse verlegt.
| Stolperstein | Übersetzung                                                                                              | Verlegort       | Name, Leben                         |
| ------------ | --- | --------------- | ----------------------------------- |
|              | HIER WOHNTE GOMPERT SCHLOSSER GEB. 1931 DEPORTIERT 1943 AUS WESTERBORK ERMORDET 20.3.1943 SOBIBOR        | Daarleseweg 6 · | Gompert Schlosser (1931–1943)       |
|              | HIER WOHNTE LEVIE SCHLOSSER GEB. 1867 DEPORTIERT 1943 AUS WESTERBORK ERMORDET 20.3.1943 SOBIBOR          | Daarleseweg 6 · | Levie Schlosser (1867–1943)         |
|              | HIER WOHNTE MIECHEL SCHLOSSER GEB. 1918 DEPORTIERT 1943 AUS WESTERBORK ERMORDET 20.3.1943 SOBIBOR        | Daarleseweg 6 · | Miechel Schlosser (1918–1943)       |
|              | HIER WOHNTE SIMON SCHLOSSER GEB. 1885 DEPORTIERT 1943 AUS WESTERBORK ERMORDET 20.3.1943 SOBIBOR          | Daarleseweg 6 · | Simon Schlosser (1885–1943)         |
|              | HIER WOHNTE JUDIC SCHLOSSER- VAN DAM GEB. 1886 DEPORTIERT 1943 AUS WESTERBORK ERMORDET 20.3.1943 SOBIBOR | Daarleseweg 6 · | Judic Schlosser-van Dam (1886–1943) |

### Vriezenveen
Im Vriezenveen, einer Siedlung aus dem Mittelalter, wurden vier Stolpersteine an zwei Anschriften verlegt.
| Stolperstein | Übersetzung | Verlegort     | Name, Leben                                 |
| ------------ | --- | ------------- | ------------------------------------------- |
|              | HIER WOHNTE JULIUS GESINUS DE HAAS GEB. 1883 DEPORTIERT 1942 AUS WESTERBORK ERMORDET 7.12.1942 AUSCHWITZ          | Westeinde 73  | Julius Gesinus de Haas (1883–1942)          |
|              | HIER WOHNTE BETJE DE HAAS-COHEN GEB. 1893 DEPORTIERT 1942 AUS WESTERBORK ERMORDET 7.12.1942 AUSCHWITZ             | Westeinde 73  | Betje de Haas-Cohen (1893–1942)             |
|              | HIER WOHNTE KOOPMAN (KAREL) SCHAAP GEB. 1882 DEPORTIERT 1942 AUS WESTERBORK ERMORDET 22.10.1942 AUSCHWITZ         | Westeinde 264 | Koopman Schaap (1882–1942), genannt Karel   |
|              | HIER WOHNTE JULIETTE ANNA SCHAAP-SALOMONSON GEB. 1892 DEPORTIERT 1942 AUS WESTERBORK ERMORDET 25.1.1943 AUSCHWITZ | Westeinde 264 | Juliëtte Anna Schaap-Salomonson (1892–1943) |

## Verlegedatum
Die Stichting Stolpersteine Twenterand plante und organisierte die Verlegungen. Gunter Demnig verlegte die Stolpersteine in dieser Gemeinde am 6. Dezember 2016.